# Johan Adriaan Feith

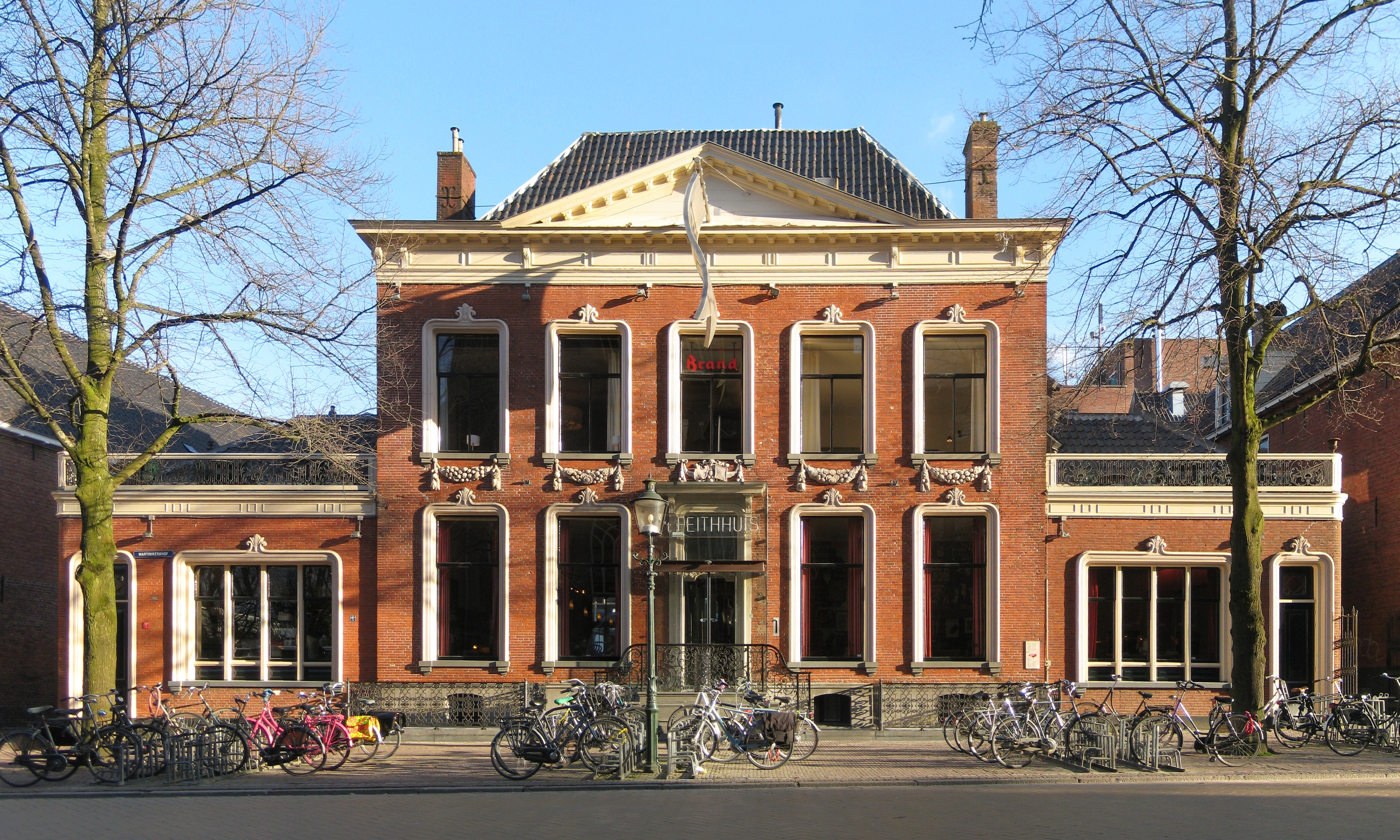
Het Feithhuis aan het Martinikerkhof in Groningen, waar Feith jarenlang met zijn familie woonde (2012)

Johan Adriaan Feith (Groningen, 25 september 1858 - aldaar, 28 januari 1913) was een Nederlandse jurist en historicus. Hij heeft veel gepubliceerd over de geschiedenis van Groningen.

## Biografie

### Familie
Feith werd bij Koninklijk Besluit van 5 juni 1905, No. 78, verheven in de Nederlandse adel waardoor hij en zijn nakomelingen het predicaat van jonkheer/jonkvrouw verkregen. De familie Feith behoorde in die tijd tot de rijkste Groningers, de "hoogstaangeslagenen" in de personele belasting, en gingen in 1890 tegenover de Martinikerk aan het Martinikerkhof wonen.
Feith was de zoon van Hendrik Octavius Feith, archivaris, en Wilhelmina Woltera Dull. Hij huwde op 25 juni 1885 met jonkvrouw Henriette Pauline Gockinga (1856-1935), telg uit het geslacht  Gockinga. Uit dit huwelijk werden twee zoons en twee dochters geboren. Een van de dochters had tuberculose. De vorige bewoner had achter het huis een Zwitsers chalet gebouwd, wat Feith goed uitkwam in verband met zijn dochter. Het bouwsel herinnerde het zieke kind aan de bergen waar zij door haar ziekte niet heen kon reizen.

### Loopbaan
Feith doorliep het Praedinius Gymnasium in Groningen. Hij studeerde rechten en was een zeer actief lid van het Studentencorps Vindicat Atque Polit in Groningen. Het corps maakte hem later tot erelid. De jonge Feith was mede-organisator van de maskerade van 1879 ter gelegenheid van twaalfde lustrum van het Corps. In 1885 promoveerde hij in de rechtsgeleerdheid op een dissertatie over "het gericht van Selwerd". De promotor was prof. mr. Jacob Domela Nieuwenhuis (1836-1924).
De familie was vermogend, maar de jonge Feith koos ervoor om ambtenaar in het archief te worden waarbij hij onder zijn vader ging werken. In 1887 werd hij commieschartermeester en in 1892, als opvolger van zijn vader, rijksarchivaris in Groningen. Aan het eind van de 19e eeuw werden de archieven in Nederland gereorganiseerd. De verspreide archieven van Groninger families en waterschappen werden door Feith in het rijksarchief opgenomen. Bij burgemeester en wethouders wees Feith op de wenselijkheid van een apart gemeentearchief zoals dat in Groningen nog niet bestond. Feith brak met de werkwijze van zijn vader door de gebruikelijke chronologische indeling te vervangen door een systematische indeling van de archiefstukken. Het standaardwerk Handleiding voor het ordenen en beschrijven van archieven dat hij samen met Samuel Muller Fz. en Robert Fruin Th.Azn schreef, werd in vele talen vertaald en het maakte hen, tenminste in kringen van archivarissen en bibliothecarissen, wereldberoemd. Feith was in 1891 een oprichter van de Vereeniging van Archivarissen in Nederland (VAN) en het Gronings Museum van Oudheden. Hij schreef ieder jaar in de Groninger Volksalmanak.
Feith was ook geïnteresseerd in de archeologie. Hij spoorde de student geschiedenis Albert Egges van Giffen aan om archeoloog te worden en de Groninger wierden wetenschappelijk te onderzoeken.
Feith was ook liberaal lid van de Groningse gemeenteraad en van de Provinciale Staten van Groningen. Een kandidatuur voor het lidmaatschap van de Tweede Kamer wees hij van de hand. Feith was ridder in de Orde van de Nederlandse Leeuw.

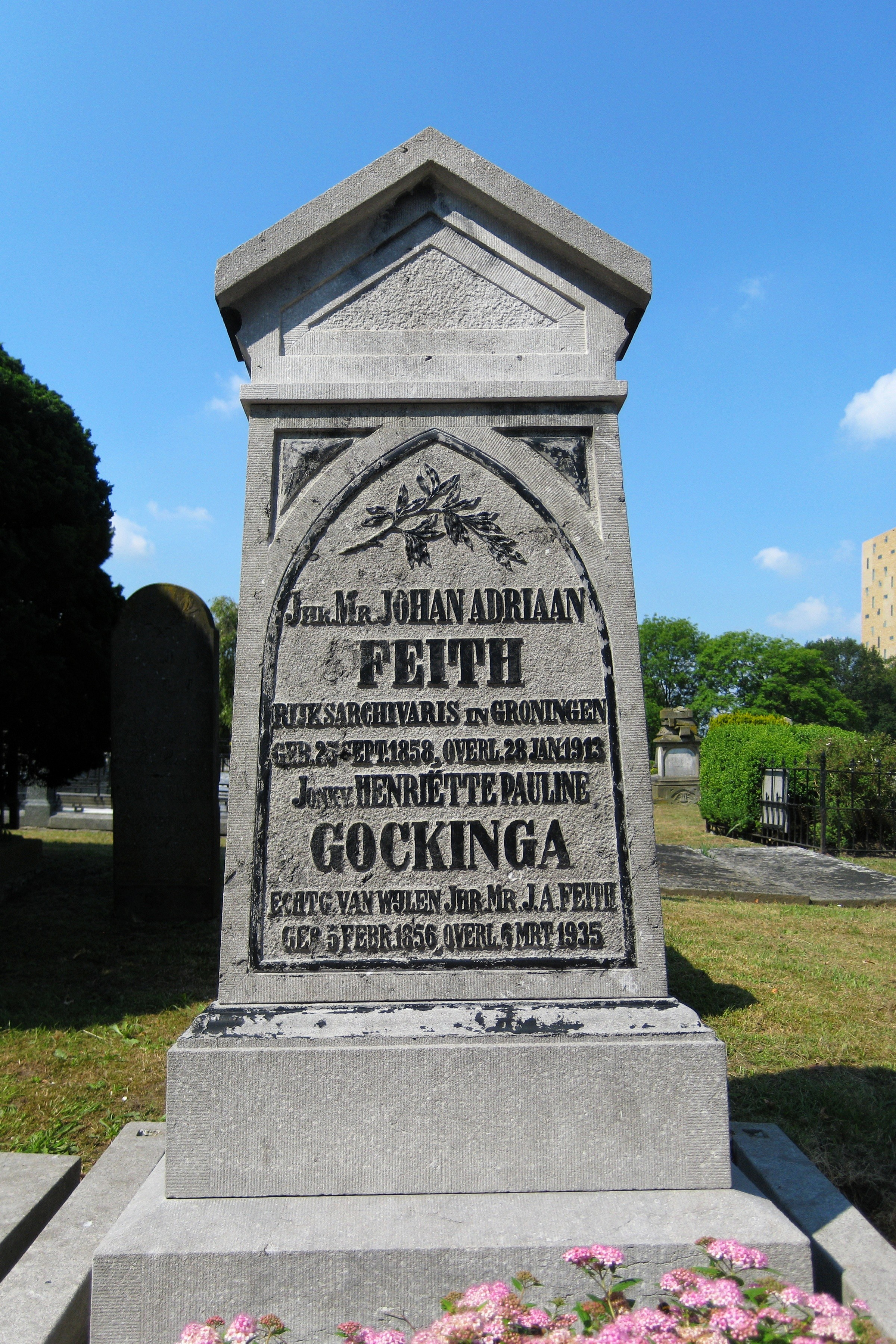
Het graf van J.A. Feith op de Zuiderbegraafplaats in Groningen (2011)

In 1905 ging Feith lijden aan een hartkwaal. Na een lang ziekteverlof ging hij in 1913 weer aan het werk maar hij stierf onverwacht in de werkkamer van het archief. Feith werd bijgezet in het familiegraf op de Zuiderbegraafplaats in Groningen (Rang I, Klasse I).
Feiths karakter werd als "bescheiden en beminnelijk" omschreven.

## Postuum eerbetoon
De gemeente Groningen vernoemde de J.A. Feithstraat naar hem. Nadat zijn erfgenamen in 1916 de 18e-eeuwse schouw uit Feiths werkkamer aan het Museum van Oudheden schonken, gaven de ereleden van het museum beeldhouwer Fré Jeltsema de opdracht een marmeren buste te maken. Zijn woonhuis aan het Martinikerkhof wordt sinds 1994 het Feithhuis genoemd; het is verbouwd tot café-restaurant.